# 钝瓣小芹
钝瓣小芹（学名：Sinocarum cruciatum）是伞形科小芹属的植物，为中国的特有植物。分布在中国大陆的四川、云南等地，生长于海拔2,800米至3,200米的地区，一般生于山地丛林中。

## 变种
尖瓣小芹（学名：Sinocarum cruciatum var. linearilobum）为伞形科小芹属钝瓣小芹的变种。分布于中国大陆的云南、西藏等地，生长于海拔3,500米至3,800米的地区，一般生于河谷灌丛中。